# العين (شباع)

تعديل مصدري - تعديل

العين محلة تابعة لقرية المحجر، التابعة لعزلة شباع بمديرية حبيش إحدى مديريات محافظة إب في الجمهورية اليمنية، بلغ تعداد سكانها 160 حسب تعداد اليمن لعام 2004.